# كلافديجا كوتنار
كلافديجا كوتنار عالمة رياضيات سلوفينية، حصلت على درجة الدكتوراه من جامعة بريمورسكا عام 2008. وهي حالياً رئيسة جامعة بريمورسكا.

## السيرة الذاتية
ولدت كلافديجا كوتنار في 23 ديسمبر 1980، في ليوبليانا، سلوفينيا. تخرجت من كلية التربية بجامعة ليوبليانا في عام 2003، وفي عام 2008 حصلت على درجة الدكتوراه في الرياضيات من جامعة بريمورسكا تحت إشراف دراغان ماروشيتش. من 2010 إلى 2012 أصبحت رئيسة قسم الرياضيات في معهد أندريه ماروشيتش التابع لجامعة بريمورسكا. وفي عام 2012، انتخبت عميدة لكلية الرياضيات والعلوم الطبيعية وتكنولوجيا المعلومات بجامعة بريمورسكا، ومنذ عام 2015 شغلت أيضاً بجانب عملها كعمية للكلية منصب مديرة مساعدة في نفس الكلية.
في عام 2018، حصلت على ألقاب مستشار الأبحاث وأستاذة الرياضيات في جامعة بريمورسكا. في عام 2019، تم انتخابها الرئيسة الرابعة لجامعة بريمورسكا.

## الأبحاث
مجال البحث الرئيسي لكلافديجا هو نظرية المخططات الجبرية. وفي بداية مسيرتها البحثية، عملت أيضًا في الكيمياء الرياضية. ساعدت أبحاثها في المجال على إيجاد حلول لمشكلة إيجاد مسارهاملتونياني وفي مخطط كايلي. وهي عضو في برنامج البحث P1-0285، الذي تموله وكالة الأبحاث السلوفينية ويشرف على رسالتها للدكتوراه البروفيسور دراغان ماروشيتش. في عام 2018، كانت أول عالمة رياضيات سلوفينية تحصل على مشروع بحث أساسي ممول من وكالة الأبحاث السلوفينية.

## مؤتمرات مختارة
ألقت كلافيدجا محاضرة عامة في مؤتمر G2 2016، نوفوسيبيرسك، روسيا حول الأشكال الآلية للحفاظ على الألوان لمخططات كايلي.

## عملها
كانت عضوة في هيئة تحرير مجلة الرياضيات المعاصرة منذ عام 2016، وشغلت منصب رئيس التحرير منذ عام 2018. وهي أيضًا عضوة في هيئة تحرير نشرة معهد التوافقية وتطبيقاتها و، ومديرة تحرير المجلة العلمية فن الرياضيات المتقطعة والتطبيقية.
هي أيضاً نائبة رئيس اللجنة المنظمة للمؤتمر الأوروبي الثامن للرياضيات في عام 2020 وعضو اللجنة الاستشارية الدولية للمؤتمر الدولي لعلماء الرياضيات 2022، الذي سيعقد في سانت بطرسبرغ، روسيا.
كلافديجا كوتنارهي عضوة مؤسسة وسكرتيرة الجمعية السلوفينية للرياضيات المنفصلة والتطبيقية. منذ عام 2017، أصبحت عضوة في مجلس مركز التميز للبحث والابتكار في مجال المواد المتجددة وبيئة معيشية صحية، وقائدة المشروع الاستثماري بالمركز.
في عام 2017، تم تعيينها من قبل الوزير في مجموعة العمل لدعم مشروع استشارات الأقران بشأن تمويل التعليم العالي في سلوفينيا. وهي أيضًا عضو في مجلس جمهورية سلوفينيا لجوائز وجوائز لإنجازات بارزة في العلوم والبحث والتطوير. في عام 2019، أصبحت رئيسة مجلس جمهورية سلوفينيا للتعليم العالي.

## الحياة الشخصية
لديها أخت توأم تُدعى أندريجا حاصلة على جائزة زيوس لعام 2018 لإنجازات علمية مهمة في مجال علوم الخشب، وهي مديرة مركز التميز للبحث والإبتكار في مجال المواد المتجددة.

## وصلات خارجية
- 8th European Congress of Mathematics website
- Slovenian Discrete and Applied Mathematics Society website
- Fulbright scholar website